# T-St-S 73 Polom

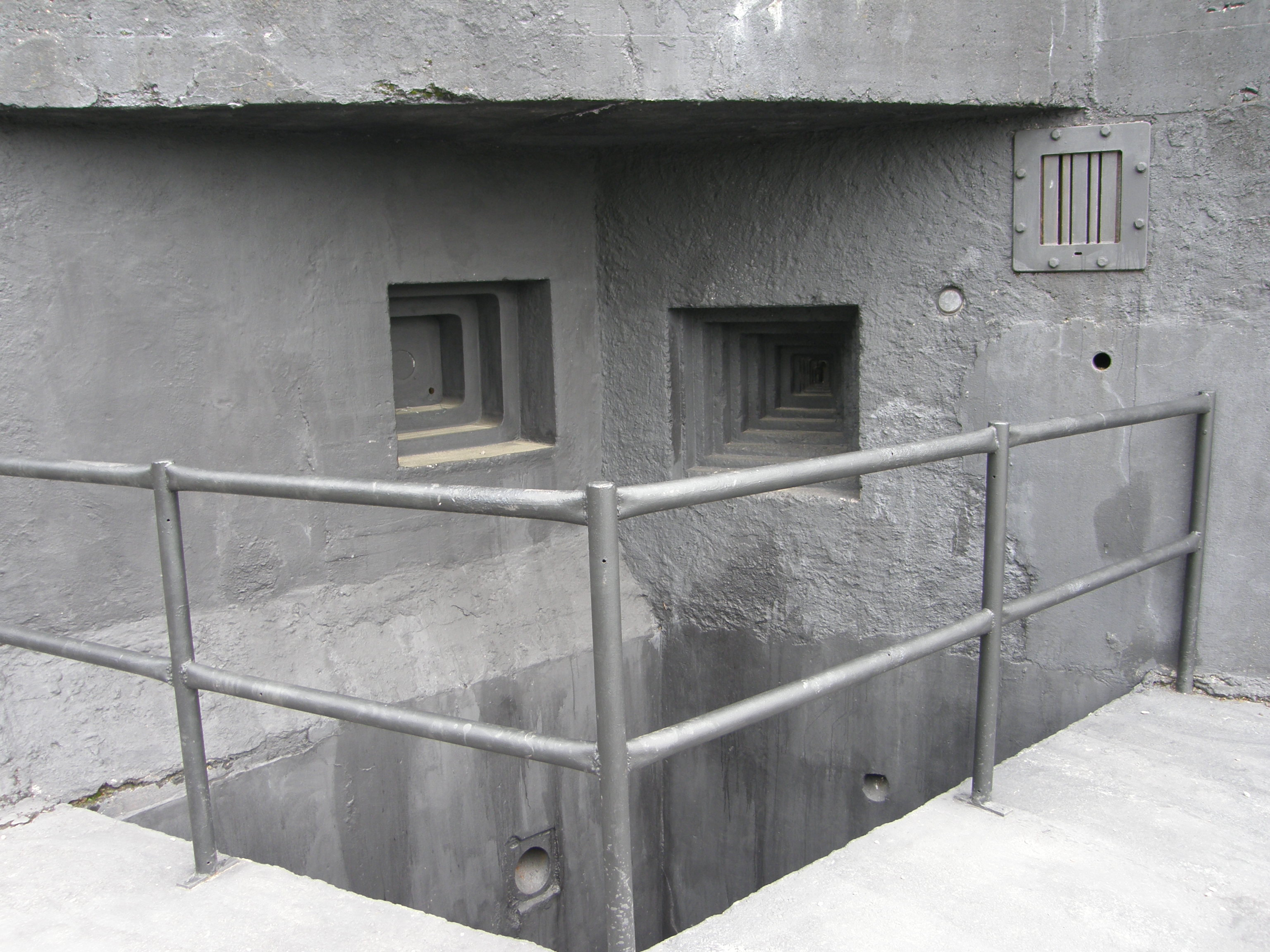
T-St-S 73 Polom – detail pravé části "pod betonem"
• betonový převis (nahoře, vodorovně)
• střílna pro kanón (vlevo)
• střílna pro lehký kulomet (vpravo)
• mříž ventilace (vpravo nahoře)
• diamantový příkop (dole, zábradlí instalováno dodatečně)
• skluzy pro granáty a hilzny do příkopu (ve zdi příkopu)

Srub T-St-S 73 byl projektován a vybudován jako tvrzový pěchotní srub těžkého opevnění na Trutnovsku dělostřelecké tvrze Stachelberg. Srub byl vybudován jako součást tvrzového opevnění Československa před 2. světovou válkou.
Účelem srubu bylo poskytnout palebnou ochranu tvrze ve směru ke srubům T-St-S 72 (vpravo) a T-St-S 74 (vlevo), ale i umístění pozorovacího zvonu v předsunuté pozici. V této pozici mohly hlavní zbraně palebně pokrývat prostor protitankových překážek v obou směrech.

## Poloha
Srub je umístěn ve střední levé části tvrze v předsunuté poloze směrem k očekávanému postupu nepřítele ve výšce 624  m n. m. Za tímto srubem směrem do centra tvrze měla být vybudována dělostřelecká věž T-S 75.

## Výzbroj
Srub byl pod betonem vyzbrojen protitankovými kanóny se spřaženými kulomety ve dvou střílnách, každým směrem po jednom. Pro krytí prostoru tvrze a vlastního srubu byly pod betonem použity lehké kulomety. Prostor hlubokého údolí mezi Malým Kořenovem a Prkenným údolím byl kryt těžkým kulometným dvojčetem umístěným v kopuli. Bezprostřední okolí srubu pak bylo palebně zajištěno dvěma lehkými kulomety ve zvonech.

T-St-S 73
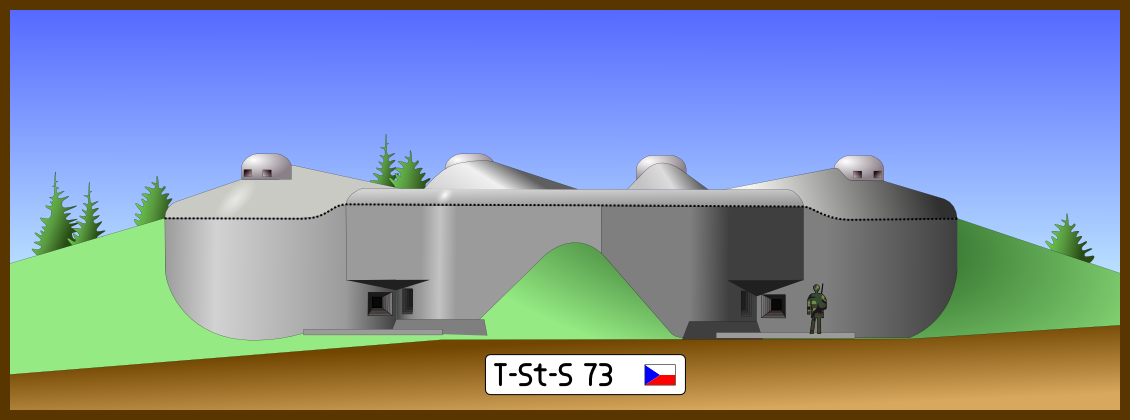
Pěchotní srub T-St-S 73 Polom
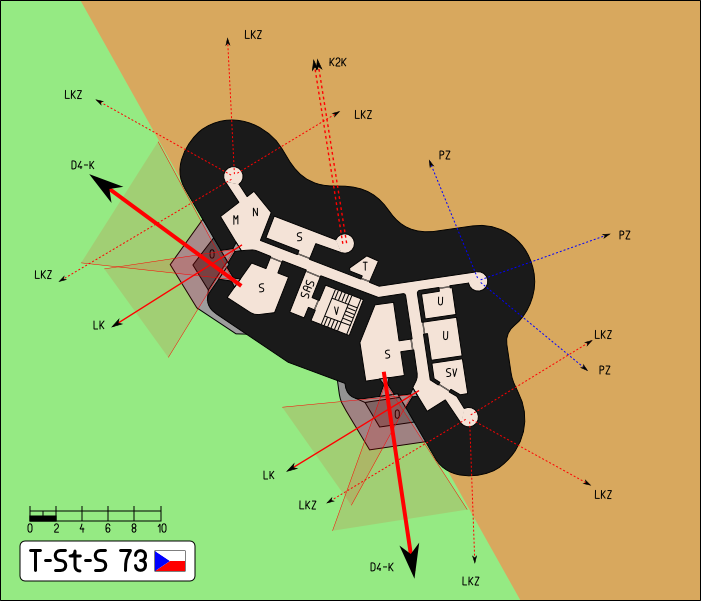
Horní patro srubu LK – lehký kulomet LKZ – l. kulomet zvon D4-K – kanón + t. kulomet K2K – t. kulomet, dvojče, kopule 0 – diamantový příkop S – střílna SAS – přechodová komora M – Munice N – nádrže SV – stanoviště velitele V – výtah a schodiště U – ubikace T – telegraf.
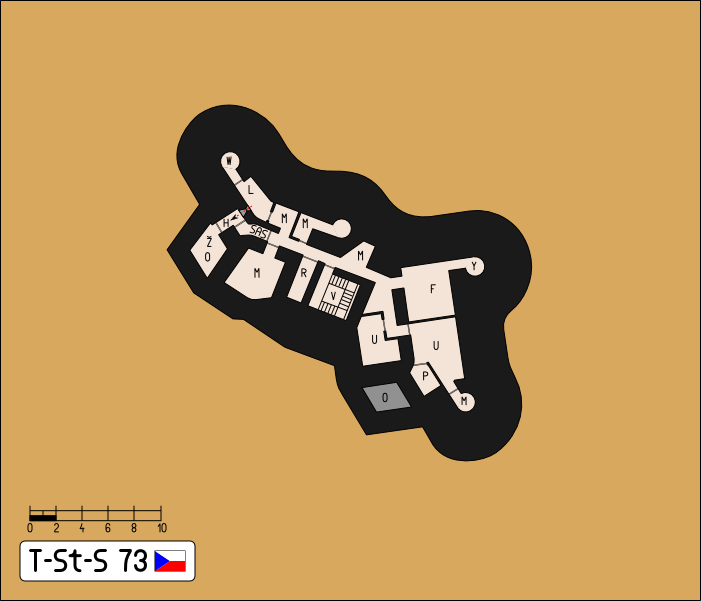
Dolní patro srubu SAS – přechodová komora H – nouzový výlez Ž – žebřík F – filtrovna U – ubikace R – radiostanice V – výtah a schodiště L – umyvárna W- záchod M – munice P – proviant Y – nářadí

- Horní patro srubu
LK – lehký kulomet
LKZ – l. kulomet zvon
D4-K – kanón + t. kulomet
K2K – t. kulomet, dvojče, kopule
0 – diamantový příkop
S – střílna
SAS – přechodová komora
M – Munice
N – nádrže
SV – stanoviště velitele
V – výtah a schodiště
U – ubikace
T – telegraf.
- Dolní patro srubu
SAS – přechodová komora
H – nouzový výlez
Ž – žebřík
F – filtrovna
U – ubikace
R – radiostanice
V – výtah a schodiště
L – umyvárna
W- záchod
M – munice
P – proviant
Y – nářadí

## Výstavba
K 1. říjnu 1938 provedena kompletní betonáž v objemu 3177 m3, vzhledem k mohutnosti objektu bylo nutno při betonáži vytvořit dilatační spáru. Provedeny venkovní omítky. Srub částečně vyzbrojen pouze kulomety. Nebyly vyzděny vnitřní lehké příčky, nainstalovány dveře SAS nouzového východu, zvony a kopule nebyla osazena, vnitřní elektroinstalace, vodoinstalace a vzduchotechnika nebyla provedena, venkovní úpravy terénu neprovedeny.